# Nérac
 Nérac  (en occitano Nerac) es una población y comuna francesa, en la región de Nueva Aquitania, departamento de Lot y Garona. Es la subprefectura del distrito y el chef-lieu del cantón de su nombre.
Está integrada en la Communauté de communes du Val d'Albret, de la que es la mayor población. 
La localidad está hermanada con Madridejos (Toledo).

## Demografía
| 6417 | 7061 | 7156 | 6828 | 7015 | 6787 |
| Para los censos de 1962 a 1999 la población legal corresponde a la población sin duplicidades (Fuente: INSEE [Consultar]) |      |      |      |      |      |

La aglomeración urbana se limita a la propia comuna.